# Исак Албениз
Исак Албениз и Пасквал (кат. Isaac Albéniz i Pascual; Кампродон, 29. мај 1860 — Камбо ле Бен, 18. мај 1909) је био шпански и каталонски пијаниста и композитор познат по клавирским делима заснованим на шпанској народној музици.

## Биографија
Рођен у Кампродону (Каталонија), Албениз је био чудо од детета. Прво клавирско извођење имао је у четвртој години. У седмој години положио је пријемни испит за клавир на Париском конзерваторијуму. Већ од шеснаесте године одржавао је концерте широм света. Након кратког боравка на Лајпцишком конзерваторијуму, 1876. године одлази у Брисел. Године 1880. одлази у Будимпешту како би студирао код Франца Листа. Међутим, Франц Лист је у то време боравио у Вајмару.
Године 1883. упознаје композитора Фелипеа Педрела, који га је надахнуо да напише Шпанску свиту, оп. 47. Најпознатији став ове композиције — Астурија — првобитно је писан за клавир, а касније је прилагођен за гитару.
Албениз је током деведесетих година 19. века живео у Лондону и Паризу где је углавном писао позоришна дела. Године 1900. почела је његова болест бубрега и вратио се компоновању клавирске музике. У периоду између 1905. и 1909. године компоновао је своје најпознатије дело — свиту Иберија (1908).
Међу његовим оркестарским делима издвајају се Шпанска рапсодија (1887) и Каталонија (1899).
Исак Албениз је умро 1909. године у француском месту Камбо ле Бен у 49. години живота. Сахрањен је у Барселони.

## Музика
- Опере:
  - Хенри Клифорд
  - Пепита Хименез
  - Мерлин
  - Чаробни опал
- Свите:
  - Античке свите
  - Шпанска свита за клавир. Састоји се из 8 комада посвећених шпанским градовима или областима: Гранада, Каталонија, Севиља, Кадиз, Астурија, Арагон, Кастиља и Куба (тада је припадала Шпанији).
  - Шпанска свита. Друга свита истог назива коју чине 2 комада: Сарагоса и Севиља.
  - Иберија. Састоји се из 12 комада за клавир груписаних у 4 циклуса:
    - 1. циклус: Evocación, El Puerto, El Corpus Christi en Sevilla.
    - 2. циклус: Rondeña, Almería, Triana.
    - 3. циклус: El Albaicín, El Polo, Lavapiés.
    - 4. циклус: Малага, Jerez, Eritaña.
- Оперете:
  - Cuanto más viejo
  - Catalanes de Gracia
  - El canto de salvación
  - San Antonio de la Florida
- Остала дела:
  - 6 baladas Marquesa de Bolaños
    - Barcarola
    - La Lontananza
    - Una rosa in dono
    - Il tuo sguardo
    - Morirò
    - T'ho riveduta in sogno

  - Христос - ораторијум
  - Шпанска рапсодија за клавир и оркестар, оп. 70
  - Recuerdos de viaje, op. 71. Састоји се из седам комада: En el mar, Leyenda, Alborada, En la Alhambra, Puerta de Tierra, Rumores de la caleta, En la playa.
  - Вега и Навара - за клавир.
  - Концерт за клавир и оркестар. 1, оп. 78 „Фантастични концерт"
  - Шпанске песме, оп. 232
    - бр. 1 Прелудијум
    - бр. 2 Оријентална
    - бр. 3 Bajo la palmera
    - бр. 4 Кордоба
    - бр. 5 Seguidillas

  - Бекерове риме
    - бр. 1 Besa el aura
    - бр. 2 Del salón en el ángulo oscuro
    - бр. 3 Me ha herido rescatándose
    - бр. 4 Cuando sobre el pecho inclinas
    - бр. 5 ¿De dónde vengo?